# Joybubbles
Joybubbles, född Josef Carl Engressia Jr den 25 maj 1949 i Richmond i Virginia, död den 8 augusti 2007 i Minneapolis i Minnesota i USA, var en av de första och mest kända av den grupp människor som kallas Phone Freaks. Han föddes blind och blev intresserad av telefoner när han var 4 år. Han var född med absolut gehör, och lärde sig att vissla de toner som används för att styra telefonväxlar (den mest kända av dessa är troligen 2600 Hz).